# Friedrich Eduard Schulz
Friedrich Eduard Schulz (Darmstadt, 12 luglio 1799 – Başkale, 1829) è stato un filosofo e orientalista tedesco, uno dei primi a scoprire le prove del Regno di Urartu.

## Biografia

### Ricerca su Urartu
Nel 1827 lo studioso francese Antoine-Jean Saint-Martin raccomandò che il suo governo inviasse Schulz nell'area intorno al lago Van nell'attuale Turchia orientale per conto della Società Orientale Francese. Schulz scoprì e copiò numerose iscrizioni cuneiformi, in parte in assiro e in parte in una lingua finora sconosciuta. Schulz scoprì anche la cosiddetta Stele di Kelišin, recante un'iscrizione bilingue assiro-urartese, situata sul passo Kelishin sull'attuale confine iracheno-iraniano. Un resoconto sommario delle sue scoperte iniziali fu pubblicato nel 1828. Schultz rimase nella regione e fu assassinato con due ufficiali dell'esercito persiano e quattro dei suoi servitori dai curdi nel 1829 vicino a Başkale.
Dopo la morte di Schultz, i suoi documenti, contenenti 42 iscrizioni rinvenute al castello di Van e nei suoi dintorni, furono recuperati e pubblicati a Parigi nel 1840. Questa fu una delle prime informazioni originali su Urartu ad apparire in Europa.

## Opere
- Selbständigkeit und Abhängigkeit oder Philosophie und Theologie in ihrem gegenseitigen Verhältnisse betrachtet. Ein historisch-kritischer Versuch. G. F. Heyer, Gießen 1822.
- Sur le grand ouvrage historique et critique d’Ibn-Khaldoun, appelé: Kitab-ol-iber we diwan-ol Moubteda wel Khaber. In: Journal asiatique 1. sér. 7, 1825, 179–300 Volltext (PDF; 5,3 MB).